# Maria Catharina Stockfleth
Maria Catharina Stockfleth (* um 20. Dezember 1634 in Nürnberg; † 19. August 1692 in Münchberg, Oberfranken) war eine deutsche Dichterin der Barockzeit.

## Leben
Maria Catharina Stockfleth war eine Tochter des Theologen Johann Leonhard Frisch (1604–1673), der in Nürnberg zunächst als Kaplan an der St. Sebalduskirche und dann als Pfarrer an der St. Egidienkirche wirkte. Verheiratet war sie seit 1653 in erster Ehe mit dem Hilpoltsteiner Hofprediger Johann Conrad Heden. Nach dessen Tod 1665 heiratete sie 1669 den in Baiersdorf wirkenden Theologen Heinrich Arnold Stockfleth, der 1679 zum Superintendenten des Brandenburg-Bayreuthischen Unterlandes mit den zusammengelegten Dekanaten Neustadt an der Aisch und Baiersdorf ernannt wurde und mit dem sie 1683 nach Münchberg (Oberland, heute Oberfranken) kam. Gemeinsam mit ihrem zweiten Mann verfasste sie den vielgelesenen zweibändigen Schäferroman Die kunst- und tugendgezierte Macarie (1669 und 1673).
Seit 1668 war sie Mitglied im Pegnesischen Blumenorden, in den sie von Sigmund von Birken zusammen mit mehreren anderen Frauen aufgenommen wurde. Ihre Blume war das Vergissmeinnicht, ihr Schäferpseudonym lautete Dorilis. Anlässlich ihrer Ordensaufnahme wurde sie von Birken auch zur gekrönten Dichterin ernannt.

## Werk
Maria Catharina Stockfleths Bedeutung liegt weniger im Umfang ihres Schaffens als in der Bedeutung ihres Werks. Der zweite Band der Kunst- und tugendgezierten Macarie gilt als eines der ersten Werke, das von einer Frau verfasst wurde und das Thema „Frauen“ in den Mittelpunkt stellt. Neben der Macarie ist sie als Verfasserin eines Huldigungsgedichtes auf Markgräfin Sophie Luise von Brandenburg-Bayreuth und als Autorin mehrerer Andachtslieder bekannt. Von Bedeutung ist auch die „Rede der ‚Dorilis‘“ aus dem Jahr 1679, die als Motto auf Seite VII im Lexikon von Woods und Fürstenwald wiedergegeben ist und die Maria Catharina Stockfleth als Vorkämpferin der Frauenemanzipation ausweist.
Von Sigmund von Birken stammt ein schönes Gedicht, das er auf die Verfasserin der Macarie 1673 schrieb:
Von Dorilis diß Blat nur zeigt die Stirne:

Wer bildet uns ihr Geistiges Gehirne

Sie selbst es that: diß Buch hier mag durchgehn

Wer innen auch wil ihre Schöne sehn.